# Most Eğri Köprü
Most Eğri Köprü (v překladu Lomený most) je kamenný most přes řeku Kızılırmak (Halys) na jihovýchodě města Sivas ve Střední Anatolii. Vytváří spojení města Sivas se silnicí do města Malatya na cestě do Sýrie a Mezopotámie. Po vybudování moderního silničního mostu asi 50 m proti proudu slouží jen pěšímu provozu.
Stáří tohoto osmanského mostu není přesně známo, předpokládá se, že pochází ze 16. nebo 17. století.
Sestává z 18 kamenných zašpičatělých oblouků, je  celkem 180 m dlouhý a 5,50 m široký. Ve střední části má zřetelný zlom proti proudu, který most dělí na dva úseky dlouhé 120 a 60 m.
Jelikož byl most nedávno restaurován, svítí novotou.